# Neivamyrmex scutellaris
Neivamyrmex scutellaris es una especie de hormiga guerrera del género Neivamyrmex, subfamilia Dorylinae. 

## Distribución
Esta especie se encuentra en Panamá.